# Incesto: diario amoroso (1932-1934)
Incesto: diario amoroso (1932-1934) es un libro de no ficción de 1992 de Anaïs Nin. Es una continuación de las anotaciones del diario publicadas por primera vez en Henry y June. Cuenta las relaciones de Nin con el escritor Henry Miller, su esposa June Miller, el psicoanalista Otto Rank, su padre Joaquín Nin y su marido Hugh Parker Guiler. La mayor parte de este libro está escrita en inglés, aunque se han traducido las cartas que originalmente estaban escritas en francés y español. La mayoría del diario transcurre en Francia, sobre todo en Clichy, París y Louveciennes.
A este libro le sigue Fuego: diario amoroso (1934-1937).

## Resumen del argumento
El libro abarca la conclusión de su relación con Henry y June, así como sus relaciones con sus analistas. Entre otros hechos, restablece contacto e inicia una relación sexual con su padre ausente Joaquín Nin, queda embarazada del hijo de Miller y finalmente aborta en su sexto mes de embarazo. Ella examina todos estos eventos con un ojo agudo a través de los filtros del psicoanálisis, y ella misma se convierte en un experimento para el psicoanálisis al designar simbólicamente a su esposo Hugh Guiler como su padre, a Henry Miller como su esposo y a su padre como su amante.

## Influencias
Nin estaba entre el movimiento del surrealismo, el movimiento del psicoanálisis y la comunidad de expatriados en París, y estas influencias intelectuales sobre ella son evidentes en las entradas de su diario. Además de proporcionar un registro personal de los acontecimientos, sus diarios también son la crónica de la escritura de varias obras, incluyendo la novela Djuna de Winter of Artifice y Alraune, que más tarde se tituló House of Incest. Editó la famosa novela Trópico de Cáncer del escritor estadounidense Henry Miller, que tuvo una gran influencia.

## Ediciones
Nin comenzó a publicar versiones completas de El diario de Anaïs Nin en 1966, omitiendo muchos detalles de su vida personal y amorosa. En 1986, después de que prácticamente todas las personas mencionadas en sus diarios habían muerto, Rupert Pole, el viudo de Nin, comenzó a publicar lo que ahora se denomina las versiones "no depuradas" del diario. Las versiones "no depuradas" o completas de los diarios son más francas desde el punto de vista sexual que las versiones publicadas en las décadas de 1960 y 1970, y brindan una imagen más completa de su vida. El nuevo material arroja una nueva luz sobre su relación incestuosa con su padre y su relación con Henry Miller.